# オンスロー郡 (ノースカロライナ州)
オンスロー郡（英: Onslow County）は、アメリカ合衆国ノースカロライナ州の南部、大西洋岸に位置する郡である。人口は20万4576人（2020年）。郡庁所在地はジャクソンビルであり、同郡で人口最大の都市である。オンスロー郡はジャクソンビル都市圏に含まれる。

## 歴史
オンスロー郡となった地域にヨーロッパ人とイングランド人の開拓者が到着したのは1713年のことであり、当初はカータレットとニューハノバーの各地区に属している場所だった。オンスロー郡は1834年に設立され、郡名はイギリス庶民院議長を務めたアーサー・オンスローに因んで名付けられた。1752年に破壊的なハリケーンに襲われた後、郡庁舎がタウンポイントからウォントランズフェリーに移された。この開拓地は1842年に法人化され、アンドリュー・ジャクソン大統領に因んでジャクソンビルと名付けられた。郡内は大半が人口の希薄な農作地と海に向かった集落があるだけだったが、1940年代にホリーリッジ近くにアメリカ陸軍のキャンプ・デイビスが造られ、1941年にキャンプ・レジューンができたことで劇的な変化が起きた。
オンスロー郡の平坦でうねりのある地形は広さは767平方マイル (1,990 km2) あり、州内では南東部海岸平原にあって、州都ローリーからは東に約120マイル (190 km)、ウィルミントンからは北に50マイル (80 km) の位置にある。郡庁所在地のジャクソンビル市を中心に取り巻く都市が人口集中部を造り、成長を続けている。郡内には15万人を超える人口があり、法人化された町はホリーリッジ、リッチランズ、スワンズボロ、ノーストップセイルビーチ、サーフシティの一部があり、他にも未編入のスニーズフェリーの町がある。約156,000エーカー (630 km2) の土地がアメリカ海兵隊基地、キャンプ・レジューンに使われ、43,000人以上の海兵と水兵が駐屯している。

## 郡政府
オンスロー郡政府は19世紀後半にその構造が作られたものであり、5人の委員による郡政委員会が統治している。委員は郡全体を選挙区に選ばれ、任期は4年間である。委員会は政策と条例を制定し、それを郡マネジャーとそのスタッフが実行する。
主たる警察組織はオンスロー郡保安官部である。
オンスロー郡は地域の東部カロライナ自治体委員会のメンバーである。

## 地理
アメリカ合衆国国勢調査局に拠れば、郡域全面積は909平方マイル (2,350 km2)であり、このうち陸地767平方マイル (1,990 km2)、水域は142平方マイル (370 km2)で水域率は15.60%である。

### 郡区
オンスロー郡は5つの郡区に分割されている。ジャクソンビル、リッチランズ、スニーズフェリー、スワンズボロ、ホワイトオークの各郡区である。

### 交通
- アメリカ国道17号線
- アメリカ国道258号線
- ノースカロライナ州道24号線
- ノースカロライナ州道50号線
- ノースカロライナ州道53号線
- ノースカロライナ州道111号線
- ノースカロライナ州道172号線
- ノースカロライナ州道210号線

アルバート・J・エリス空港がリッチランズ市近くにあり、2つの航空会社が運行している。

### 隣接する郡
- ジョーンズ郡 - 北
- カータレット郡 - 東
- ペンダー郡 - 南西
- デュプリン郡 - 北西

## 人口動態
以下は2000年国勢調査による人口統計データである。
| 基礎データ - 人口: 150,355人 - 世帯数: 48,122 世帯 - 家族数: 36,572 家族 - 人口密度: 76人/km2（196人/mi2） - 住居数: 55,726軒 - 住居密度: 28軒/km2（73軒/mi2） 人種別人口構成 - 白人: 72.06% - アフリカン・アメリカン: 18.48% - ネイティブ・アメリカン: 0.74% - アジア人: 1.68% - 太平洋諸島系: 0.19% - その他の人種: 3.62% - 混血: 3.22% - ヒスパニック・ラテン系: 7.25% 年齢別人口構成 - 18歳未満: 26.2% - 18-24歳: 23.8% - 25-44歳: 29.2% - 45-64歳: 14.4% - 65歳以上: 6.3% - 年齢の中央値: 40歳 - 性比（女性100人あたり男性の人口） - 総人口: 123.2 - 18歳以上: 131.3 | 世帯と家族（対世帯数） - 18歳未満の子供がいる: 42.6% - 結婚・同居している夫婦: 61.0% - 未婚・離婚・死別女性が世帯主: 11.6% - 非家族世帯: 24.0% - 単身世帯: 18.6% - 65歳以上の老人1人暮らし: 5.2% - 平均構成人数 - 世帯: 2.72人 - 家族: 3.09人 収入と家計 - 収入の中央値 - 世帯: 33,756米ドル - 家族: 36,692米ドル - 性別 - 男性: 22,061米ドル - 女性: 20,094米ドル - 人口1人あたり収入: 14,853米ドル - 貧困線以下 - 対人口: 12.9% - 対家族数: 10.8% - 18歳未満: 16.7% - 65歳以上: 14.7% |

## 都市と町

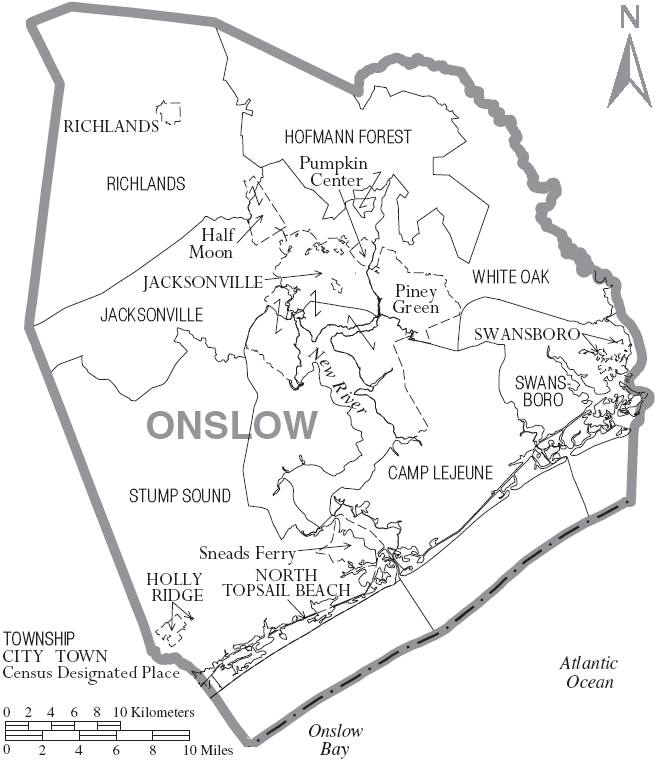
オンスロー郡の自治体と郡区

- ハーフムーン
- ホリーリッジ
- ジャクソンビル - 郡庁所在地
- ノーストップセイルビーチ
- パイニーグリーン
- パンプキンセンター
- リッチランズ
- スニーズフェリー
- スワンズボロ